# Cophotylus eos
Cophotylus eos är en insektsart som beskrevs av Popov, G.B. 1985. Cophotylus eos ingår i släktet Cophotylus och familjen gräshoppor. Inga underarter finns listade i Catalogue of Life.